# هارت (آرکانزاس)
هارت (به انگلیسی: Heart) یک منطقهٔ مسکونی در ایالات متحده آمریکا است که در آرکانزاس واقع شده‌است. هارت ۱۸۲٫۸۸ متر بالاتر از سطح دریا قرار دارد.